# Hadena ostrogovichi
Hadena ostrogovichi är en fjärilsart som beskrevs av Diószeghy 1935. Hadena ostrogovichi ingår i släktet Hadena och familjen nattflyn. Inga underarter finns listade i Catalogue of Life.